# Nicolaas Emanuel Frederik von Gumoëns
Nicolaas Emanuel Frederik von Gumoëns (Orbe (Zwitserland), 19 april 1790 - Antwerpen, 29 december 1832) was een Zwitsers officier in geallieerde dienst tijdens de napoleontische oorlogen, die vervolgens in dienst trad van het Verenigd Koninkrijk der Nederlanden.

## Biografie
Gumoëns behoorde tot een familie van militairen uit Vaud, dat toentertijd deel uitmaakte van het kanton Bern. Zijn grootvader Nicolas de Gumoëns (1730-1800) leidde een Berns regiment in dienst van de Verenigde Provinciën. Zijn vader Sigismond Emmanuel werd in 1798 gedood bij de Franse invasie van Zwitserland. De jonge Gumoëns werd vervolgens toegelaten tot de keizerlijke genieschool te Wenen.

### Napoleontische oorlogen
Bij het uitbreken van de oorlog werd hij als vaandrig toegevoegd aan het regiment van de prins de Ligne. Hij nam hiermee deel aan de gevechten van de Derde (1805) en Vijfde Coalitieoorlog (1809) in Polen. Hij promoveerde er tot luitenant en werd vanwege zijn moed overgeplaatst naar de grenadiers.
Na de Vrede van Schönbrunn nam Gumoëns ontslag uit Oostenrijkse dienst. Hij vertrok over land naar het Ottomaanse Rijk en vergezelde een tijdlang aartshertog Frans van Modena. Via Sicilië en Gibraltar reisde hij naar het Spaanse Cádiz dat vruchteloos werd belegerd door Franse troepen (1811). De junta daar benoemde Gumoëns tot kapitein, en hij werd toegevoegd aan de staf van de Ierse generaal Doyle. Na de opheffing van het beleg voegde hij zich bij de Schotse kolonel Adam in de voorhoede bij het verjagen van de Franse troepen. Hij nam, nadat Adam in de Slag bij Ordal gewond raakte, het commando over diens brigade over (september 1813).
Gumoëns nam als luitenant-kolonel afscheid van het Spaanse leger en volgde William Bentinck naar Italië, tot de Vrede van Parijs van 1814. Gumoëns keerde terug naar zijn vaderland Zwitserland. Hij was er stafchef van de 1ste divisie die in juli 1815 Frankrijk binnenviel.

### In Nederlandse dienst
Op 10 januari 1816 trad Gumoëns in Nederlandse dienst als majoor van de generale staf. In december 1826 werd hij tot luitenant-kolonel bevorderd. Hij maakte deel uit van het leger van prins Frederik dat in september 1830 in Brussel de orde moest komen herstellen na het uitbreken van de Belgische Revolutie. Hij werd op 23 september als onderhandelaar naar de opstandelingen gestuurd. Het gepeupel trok hem echter ondanks zijn witte vlag van zijn paard en zou hem hebben gelyncht indien de aanvoerder Mellinet niet was tussengekomen. Gumoëns werd gevangen gehouden in de brandweerkazerne, en pas op 18 oktober vrijgelaten na een verklaring op erewoord dat hij niet opnieuw de wapens zou opnemen. Gumoëns trok naar Antwerpen, en vervolgens op zending bij Arthur Wellesley in Londen, waar hij een boekje schreef over zijn wedervaren in Brussel.
Gumoëns werd nu benoemd tot ridder in de Militaire Willems-Orde vierde klasse. Begin 1831 werd hij toegevoegd aan de staf van luitenant-generaal Chassé, bevelhebber van de Citadel van Antwerpen. Eind juli 1831 werd hij benoemd tot kolonel. In augustus nam hij tijdens de Tiendaagse Veldtocht vrijwillig deel aan een uitval met als doel het overmeesteren van de Belgische artillerie. Gumoëns kreeg hiervoor een eervolle vermelding.
Hij bleef tot 10 maart 1832 in de Citadel, en was er opnieuw vanaf 2 december 1832, tijdens de belegering van de Citadel van Antwerpen door het Franse leger. Op 22 december werd Gumoëns meervoudig verwond door de inslag van een kanonskogel. Na de capitulatie werd hij nog overgebracht naar het stedelijke hospitaal, waar hij op 29 december overleed aan complicaties, met name tetanus. Zijn lijk werd de volgende dag per stoomboot naar Bergen op Zoom gebracht, waar het onmiddellijk werd begraven buiten de Wouwpoort, in aanwezigheid van Frederik van der Capellen.

## Monument

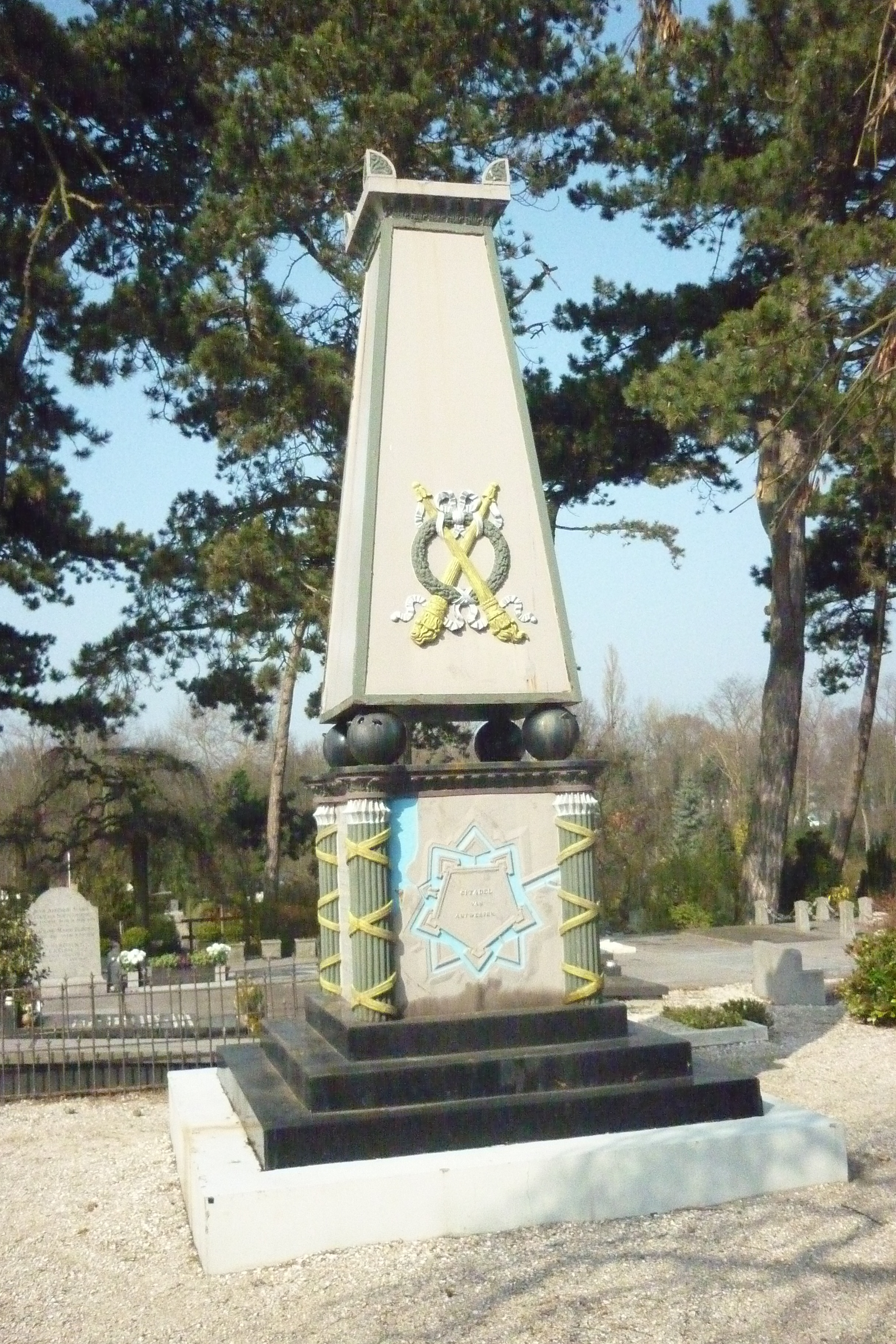
De obelisk

In 1834 werd het stoffelijk overschot van Gumoëns overgebracht naar Den Haag en plechtig herbegraven op de Algemene Begraafplaats Kerkhoflaan. Op het graf is een monument in gietijzer geplaatst in de vorm van een afgeknotte piramide, rustend op kanonskogels. 
Het grafmonument is een beschermd rijksmonument sinds 1994.